# Phaenandrogomphus aureus
Phaenandrogomphus aureus är en trollsländeart som först beskrevs av Harry Hyde Laidlaw, Jr. 1922.  Phaenandrogomphus aureus ingår i släktet Phaenandrogomphus och familjen flodtrollsländor. IUCN kategoriserar arten globalt som otillräckligt studerad. Inga underarter finns listade i Catalogue of Life.